# 1999 BC4
1999 BC4 är en asteroid i huvudbältet som upptäcktes den 18 januari 1999 av den japanska astronomen Tetsuo Kagawa vid Gekko-observatoriet.
Asteroiden har en diameter på ungefär 8 kilometer.